# Пентаплатинагенэйкозаалюминий
Пентаплатинагенэйкозаалюминий — бинарное неорганическое соединение
платины и алюминия
с формулой Al21Pt5,
кристаллы.

## Получение
- Спекание стехиометрических количеств чистых веществ:

{\displaystyle {\mathsf {21Al+5Pt\ {\xrightarrow {806^{o}C}}\ Al_{21}Pt_{5}}}}

## Физические свойства
Пентаплатинагенэйкозаалюминий образует кристаллы
кубической сингонии,
пространственная группа P m3m,
параметры ячейки a = 1,932 нм, Z = 16

.
Соединение образуется по перитектической реакции при температуре 806°C.